# Ferdinand Feyerick
Ferdinand Feyerick (Gante, 27 de enero de 1865-Gante, 12 de septiembre de 1920) fue un deportista belga que compitió en esgrima, especialista en la modalidad de espada. Participó en los Juegos Olímpicos de Londres 1908, obteniendo una medalla de bronce en la prueba por equipos.

## Palmarés internacional
| Juegos Olímpicos | Juegos Olímpicos      | Juegos Olímpicos  | Juegos Olímpicos   |
| Año              | Lugar                 | Medalla           | Prueba             |
| ---------------- | --------------------- | ----------------- | ------------------ |
| 1908             | Londres (Reino Unido) | Medalla de bronce | Espada por equipos |